# Saint-Hilaire-de-Talmont
Pour les articles homonymes, voir Saint-Hilaire.
Saint-Hilaire-de-Talmont est une ancienne commune française située dans le département de la Vendée.
Après avoir fusionné deux fois avec la commune enclavée de Talmont en 1795 et 1834, elle s’associe de nouveau à cette dernière à partir du 1er janvier 1974 pour former Talmont-Saint-Hilaire.

## Géographie

### Localisation
L’ancienne commune de Saint-Hilaire-de-Talmont se situe au sud-ouest du département de la Vendée.
Le bourg de Saint-Hilaire se situe à 2 km de Talmont, à 4 km de la Guitière, à 7 km de Bourgenay et Poiroux et à 8 km de Saint-Hilaire.

## Toponymie
Le bourg est connu au XIVe siècle en tant que Sancti Hilarii de Thalemundo, puis, Saint-Hilaire au XVIIe siècle et enfin Saint-Hilaire-de-Talmond le siècle suivant. Sous la Révolution, la municipalité prend le nom d’Hilaire-sur-Talmont puis le nom révolutionnaire du Tanès, parfois retranscrit en La Tanis. Dans l’arrêté du 9 brumaire an X (31 octobre 1801), elle devient Hilaire-de-Talmont et prend le nom de Saint-Hilaire-de-Talmont au cours du XIXe siècle,.
Le toponyme tire son nom d’Hilaire, évêque de Poitiers et évangélisateur du Poitou du IVe siècle, dont l’hagiotoponyme (Saint-Hilaire) est associé au déterminatif Talmont, un bourg voisin,.

## Histoire
La municipalité s’associe une première fois à Talmont en ventôse an III (hiver 1795) mais s’en dissocie dès floréal an IV (printemps 1796).
Sous la monarchie de Juillet, une nouvelle union des deux communes, qui prend le nom de Talmont-Saint-Hilaire, est scellée par l’ordonnance royale du 11 mars 1834. Cependant les communes de Saint-Hilaire et de Talmont sont restaurées par une loi du 24 octobre 1849.
Enclavée par Saint-Hilaire-de-Talmont, la commune de Talmont obtient par une loi du 25 juillet 1860 le transfert d’une portion de la commune de Saint-Hilaire sur le sien.
C’est à la suite d’un arrêté préfectoral du 27 décembre 1973 qu’une troisième et dernière fusion est prononcée entre les deux communes qui forment à compter du 1er janvier 1974 Talmont-Saint-Hilaire.

## Politique et administration

### Liste des maires
| Période                                  | Période          | Identité                         | Étiquette    | Qualité |
| ---------------------------------------- | ---------------- | -------------------------------- | ------------ | --- |
| 1790                                     | 1790             | Simon Garnier                    |              | Ancien syndic |
| 1790                                     | 1792             | Charles Duroussy                 |              | |
| 1792                                     | 1792             | Louis Joslain                    |              | |
| 1792                                     | 1793             | Jean Landois                     |              | |
| 1793                                     | 1800             | Jean Lévesque                    |              | |
| Première fusion (1795-1796)              |                  |                                  |              | |
| 1800                                     | 1805             | Jean-Baptiste Garnier            |              | |
| 1805                                     | 1808             | Auguste-Joseph Garnier           |              | |
| 1808                                     | 1815             | Paul de Bessay                   |              | |
| 1815                                     | 1825             | A.D La Coudraye                  |              | |
| 1825                                     | 1830             | Pierre Dorin                     |              | |
| 1830                                     | 1834             | Pierre-Marie Bironneau           |              | |
| Seconde fusion (1834-1849)               |                  |                                  |              | |
| 1850                                     | 1870             | Martial Bironneau                |              | |
| 1870                                     | 1871             | Antoine Guilbaud                 |              | |
| 1871                                     | 1888             | Martial Bironneau                |              | |
| 1888                                     | 1892             | Comte Arthur Soffrey de Beaumont |              | |
| 1892                                     | 1900             | Vicomte Joffrey de Beaumont      |              | |
| 1900                                     | 1902             | Comte Georges de La Rochethulon  | ALP          | Exploitant agricole Lieutenant au 31e régiment de dragons (1893-1897) Membre de la Chambre des députés, élu dans la Vendée (1902-1906) |
| 1902                                     | 1919             | Charles Boutolleau               |              | |
| 1919                                     | 1941             | Comte Georges de La Rochethulon  | Conservateur | Exploitant agricole Conseiller général, élu dans le canton de Talmont (1925-1940) Renommé en février 1941                              |
| 1941                                     | 1944             | Eugène Robin                     |              | |
| 1944                                     | 1945             | Joseph Vital                     |              | |
| 1945                                     | 1954             | Comte Emmanuel de La Rochethulon |              | |
| 1954                                     | 1959             | Catherine de La Rochethulon      |              | |
| 1959                                     | 1965             | Célestin Marsaud                 |              | |
| 1965                                     | 31 décembre 1973 | Jean de La Rochethulon           |              | |
| Les données manquantes sont à compléter. |                  |                                  |              | |

### Instances administratives
Administrativement, la commune de Saint-Hilaire-de-Talmont dépend de l’arrondissement des Sables-d’Olonne et du canton de Talmont à sa disparition.
Historiquement, à partir du début de la Révolution, la commune de d’Hilaire-sur-Talmont appartient au canton de Talmond dans le district des Sables-d’Ollonne. De 1801 et jusqu’à ses disparitions (de 1801 à 1834 et de 1849 à 1973), la commune se situe dans l’arrondissement des Sables-d’Olonne et dans le canton de Talmont.

## Démographie

### Gentilé
Les habitants de Talmont sont appelés les Saint-Hilairois.

### Évolution démographique
L’évolution du nombre d’habitants est connue à travers les recensements de la population effectués dans la commune de 1793 à 1831 puis de 1851 à 1968.
| 1793  | 1800  | 1806  | 1821  | 1831  | 1836 | 1841 | 1846 | 1851  |
| ----- | ----- | ----- | ----- | ----- | ---- | ---- | ---- | ----- |
| 1 681 | 1 725 | 1 751 | 2 233 | 2 420 | -    | -    | -    | 2 739 |

| 1856  | 1861  | 1866  | 1872  | 1876  | 1881  | 1886  | 1891  | 1896  |
| ----- | ----- | ----- | ----- | ----- | ----- | ----- | ----- | ----- |
| 2 746 | 2 582 | 2 682 | 2 706 | 2 739 | 2 734 | 2 795 | 2 879 | 2 932 |

| 1901  | 1906  | 1911  | 1921  | 1926  | 1931  | 1936  | 1946  | 1954  |
| ----- | ----- | ----- | ----- | ----- | ----- | ----- | ----- | ----- |
| 2 943 | 3 002 | 3 046 | 2 717 | 2 645 | 2 612 | 2 530 | 2 526 | 2 513 |

| 1962  | 1968  | - | - | - | - | - | - | - |
| ----- | ----- | - | - | - | - | - | - | - |
| 2 408 | 2 314 | - | - | - | - | - | - | - |

## Culture locale et patrimoine

### Lieux et monuments
Avant sa disparition, la commune de Saint-Hilaire-de-Talmont admet plusieurs monuments sur son territoire d’exercice :
- la chapelle Notre-Dame de Bourgenay ;
- le château des Granges-Cathus ;
- l’église Saint-Hilaire.

### Personnalités liées à la commune
- Gabrielle Bellocq (1920-1999), artiste pastelliste, née sur la commune
- Henri Dorie (1755-1838), missionnaire catholique français faisant partie des martyrs de Corée

### Note
1. ↑  Le nombre de kilomètres entre deux points a été obtenu par le service de calcul d’itinéraire du Géoportail, selon l’itinéraire le plus court[1].